# Citigroup Center (Chicago)
Het Citigroup Center is een wolkenkrabber in Chicago, Verenigde Staten. Het gebouw staat op 500 West Madison Street. De bouw van de kantoortoren begon in 1984 en werd in 1987 voltooid.

## Ontwerp
Het Citigroup Center is 179,23 meter hoog en telt 42 verdiepingen. Het is ontworpen door Murphy/Jahn Architects in postmodernistische stijl en heeft een glazen gevel. Het gebouw bevat naast kantoorruimte ook een spoorwegstation, een restaurant en winkels. Het heeft een oppervlakte van 157.934 vierkante meter.
Dit is het hoogste gebouw in Chicago met een geheel glazen gevel. De noord en zuidgevel van het gebouw beelden een waterval uit, bestaande uit glooiende vormen van glas. De architect gebruikte gelijksoortige vormen in het interieur van een uitbreiding van het Chicago Board of Trade Building. Het gebouw telt 24 liften en heeft een atrium van 24,38 meter hoog.